# Willem Brakman
Willem Pieter Jacobus Brakman (Den Haag, 13 juni 1922 – Boekelo, 8 mei 2008) was een Nederlandse schrijver. In de periode tussen 1961 en 2004 publiceerde hij in totaal 51 romans, verhalenbundels, novellen en een enkel essay. Daarmee is hij een van de meest productieve naoorlogse Nederlandse schrijvers. Hij ontving drie literaire prijzen, waaronder in 1980 de P.C. Hooft-prijs.
Na de MULO ging Brakman op kantoor werken en in de avonduren studeerde hij voor het HBS-diploma. In 1945 legde hij het examen voor de HBS met goed gevolg af en kwam daardoor in aanmerking voor een studiebeurs.
Daarmee kon hij medicijnen gaan studeren in Leiden waarna hij van 1952 tot 1953 als arts was ingelijfd bij de Militair-geneeskundige dienst (MGD) in Amersfoort en Ede.
In de jaren vijftig had hij een huisartsenpraktijk in zijn geboorteplaats.
Na enkele jaren werd Brakman echter bedrijfsarts in Enschede bij dertien textielfabrieken.
Hier kon hij meer rust vinden dan in zijn drukke huisartspraktijk in Den Haag. Zijn werk als arts heeft een belangrijke stempel op zijn oeuvre gedrukt.
Brakman debuteerde laat - op bijna 40-jarige leeftijd - met autobiografisch proza, waarin de sfeer van een benarde jeugd beklemmend maar vaak ook ironisch wordt opgeroepen. Zie bijvoorbeeld het verhaal Het Mariabeeld, dat door Joost Zwagerman werd opgenomen in de bloemlezing De Nederlandse en Vlaamse literatuur vanaf 1880 in 60 lange verhalen.
Veel lezers vinden Brakmans werk moeilijk en nogal ontoegankelijk. Brakman zei daarover dat hij schreef voor "de goede lezer". Hij bereikte daardoor geen groot publiek, wat hem wel enigszins bitter stemde. Toch deed Brakman geen concessies, want hij wilde niet anders dan schrijven op zijn eigen wijze. Brakman zei daarover in 1997:

"Een van de grote charmes van de literatuur is, dat iets fascineert zonder dat daar direct de oplossing tegenover staat. Er is niets mooiers dan dat de geest zichzelf tot het uiterste inspant om in zijn macht te krijgen wat eigenlijk aan de macht van de geest ontsnapt. .... Een goed boek is niet geschreven om het einde, maar het einde is de weg die je hebt afgelegd. Dat vind ik de hoogste vorm van lezen."

## Vriendschap met Nol Gregoor
Willem Brakman en Nol Gregoor, die 10 jaar verschilden in leeftijd, ontmoetten elkaar in de zomer van 1944 voor het eerst. Gregoor was ambtenaar aan een Ministerie, kenner van literatuur en beeldende kunst. Hij introduceerde Brakman in zijn vriendenkring van dichters en schilders. De ontmoeting met Gregoor was bepalend voor de ontwikkeling van Brakman. Nol Gregoor werd bekend als interviewer en maakte ook een biografische studie van Simon Vestdijk. Over Brakman schreef hij het korte verhaal: De heer Hop herinnert zich (1987). Zij hadden een bloeiende en doorlopende correspondentie. De verhalenbundel De weg naar huis (1962) van Brakman is eigenlijk een verzameling brieven aan zijn vriend Nol Gregoor. Nol Gregoor overleed in mei 2000.

## Thema's
Belangrijke gegevens in de romans van Brakman zijn protest tegen dood en vergankelijkheid, eenzaamheid, angst en erotiek.
In latere werk is het belangrijkste thema de tegenstelling tussen werkelijkheid en verbeelding. Dit geldt bijvoorbeeld voor Kind in de buurt (1972), maar vooral voor Ansichten uit Amerika (1981). Brakman was gefascineerd door een Bijbelse figuur - Lazarus - die een rol speelt in de roman De opstandeling (1963) en de historische roman De gehoorzame dode (1964).
Dit had eigenlijk één boek moeten worden maar door problemen lukte dit niet. Hij maakte er daarom maar twee van.
De roman Een winterreis (1961) geeft een treffend beeld van een in het verleden en heden levend stadje (Hulst) en zijn inwoners. De roman werd bekroond met de Lucy B. en C.W. van der Hoogtprijs.
Een groot deel van het werk van Willem Brakman speelt zich af in zijn geboortestad Den Haag. Te beginnen met zijn debuut Een winterreis situeert Brakman een aantal romans in de buurten waarin hij opgroeide: Duindorp en de Bomenbuurt. Toen er plannen op tafel kwamen om Duindorp te slopen en drastisch te verbouwen protesteerde Brakman daartegen in de roman De sloop der dingen (2000).

## Enschede
Van 1957 tot 1985 woonde Willem Brakman in Enschede waar hij werkzaam was als bedrijfsarts. Een aantal van zijn romans zijn in deze stad gesitueerd, maar meer omdat de locatie hem bekend was dan dat Enschede zelf het thema van de romans werd. Meermalen noemde Brakman Enschede 'het onlieflijke stadje E.' Brakmans bezwaar tegen Enschede was dat de stad geen historische ontwikkeling in haar bouwwerken kon laten zien omdat er veel karakteristieks afgebroken was en er veel uniforme bebouwing voor in de plaats was gekomen. Tot de meest bekende 'Enschedese romans' behoren Come-back (1980), De oorveeg (1984) en Het doodgezegde park (1986).
Enig rumoer ontstond om de roman Kind in de buurt (1972), omdat plaatselijke kunstenaars zich in Brakmans kritisch beeld van het kunstenaarschap meenden te herkennen. Meermalen werd Brakman door stadsbestuur en stadgenoten geëerd, onder andere bij een kunstevenement in het Volkspark: na een druk op een paalknop weerklonken teksten van Brakman vanuit luidsprekers in een vijver. De installatie werd in 'het doodgezegde park' door Brakman zelf officieel in gebruik gesteld. Kort erna echter is de apparatuur door onbekenden vernield.

## Veldwerk
De romans van Brakman spelen zich doorgaans af buiten het moderne straatrumoer. Dat neemt niet weg dat Brakman voor elk van zijn boeken gedegen veldwerk verricht. In 1988 schreef Brakman over Jack the Ripper de novelle Heer op kamer. Hiervoor heeft hij locaties bezocht, waar de misdrijven plaatsvonden.
Voor het verhaal Portret van een dame heeft hij de villa, niet ver van Bad Bentheim (Duitsland), bezocht. Het verhaal Portret van een dame verscheen in de verhalenbundel Zes subtiele verhalen (1978) en gaat over het bezoek aan een excentrieke familie.
De roman Het groen van Delvaux (1996) gaat over een particulier opleidingsinstituut dat verstrikt raakt in de mengeling van quasiwetenschappelijke en commerciële activiteiten. Aan het einde van het eerste cursusjaar verlaten de docenten opgelucht het gebouw. Twee van hen, Kwaadvlieg en Blommestein, vertrekken voor 'een voettocht over de Veluwe om het graf van Helene Kröller-Müller op te sporen'. Brakman heeft zelf in 1995 op de Veluwe gezocht naar het verborgen liggende graf van het echtpaar Kröller-Müller, de stichters van het gelijknamige museum in het Nationaal Park de Hoge Veluwe.
Voor enkele boeken heeft Brakman een gedegen studie gemaakt van het joodse heilige boek, de Talmoed.

## Prijzen
- Lucy B. en C.W. van der Hoogtprijs 1962, voor Een winterreis.
- De Ferdinand Bordewijk Prijs (1979) voor Zes subtiele verhalen.
- De P.C. Hooft-prijs werd in 1980 aan hem toegekend voor gehele oeuvre.

## Over Brakman
- Bart Vervaeck: 'Levensbericht Willem Pieter Jacobus Brakman'. In: Jaarboek van de Maatschappij der Nederlandse Letterkunde te Leiden, 2015-2016, pag. 71-82.
- Nico Keuning, Een ongeneeslijk heimwee. Leven en werk van Willem Brakman (1922-2008), Amsterdam en Antwerpen, 2020.
- John Heymans, Geest en stof: over Willem Brakman. Nijmegen: Uitgeverij Flanor, 2020. (Flanorreeks deel 102.)